# 红领巾之夏
《红领巾之夏》（俄语：Лето в пионерском галстуке）是乌克兰作家卡捷琳娜·西尔万诺娃和俄罗斯作家叶连娜·马利索娃共同创作的长篇小说，为三部曲中的第一卷。本书讲述了少先队员尤拉和夏令营辅导员沃洛佳之间的爱情故事。该系列因其引人入胜的叙事及其在苏联背景下对LGBTQ+主题的刻画而备受关注。自出版以来，该系列作品既获得了评论界的赞誉，也在俄罗斯联邦内引发了社会的广泛争议。

## 情节
二十年后，作曲家尤拉·科涅夫回到了位于哈尔科夫郊外、如今已经沦为废墟的燕子夏令营。他回忆起 1986 年夏天在那里度过的时光，以及他和夏令营辅导员、莫国关学生沃洛佳·达维多夫之间的爱情。
在燕子营地，第一小队的少先队员尤拉因为闯祸，被营地老师安排去戏剧社帮第五小队的辅导员沃洛佳排演话剧。二人之间的关系起初并不融洽，但他们在筹备演出的过程中朝夕相处，很快变得亲密无间，而这份友情逐渐发展成了爱情。然而，沃洛佳拒绝接受自己的同性恋倾向，并时常坚持要结束这段关系，并用内心的恐同心理以及他试图“误导尤拉”的事实来解释这一点。
夏令营结束时，男孩们将一个时间胶囊埋在一棵柳树下，并约定十年后将其挖出。二人又继续通过书信交流了一段时间，但不久之后就失去了联系，尤拉也忘记了他们之间的约定。2006 年，尤拉重返旧地，发现了二十年间沃洛佳没能寄出的信笺，从中得知，他始终没能“克服”自己的性取向，并且仍然爱着他。

## 背景
该小说于2016年11月至2017年3月间在网站Ficbook.net上连载，并于2021年由独立出版社Popcorn Books正式出版。截止至2022年5月底，《红领巾之夏》实体书累计销量超过20万册；截至至10月底，销量已超过25万册。该书在俄罗斯图书联盟编制的2022年上半年最受俄罗斯人欢迎的书籍排行榜上位居第二，销售额约5000万卢布。2022年8月底，续篇《燕子的沉默》发行，故事发生在《红领巾之夏》的20年后。2023年，本书被翻译成波兰语；2024年被翻译成意大利语和德语 。
本系列小说最初在俄罗斯联邦境内以《红领巾之夏》与《燕子的沉默》两部曲形式出版。后续作者们对《燕子的沉默》进行了重写，并将其内容拆分为两部，即新版《燕子的沉默》与《黑水交响曲》（Симфония Черной Воды），从而将整个系列扩展为三部曲。由于俄罗斯境内有关禁止“LGBT宣传”的相关法律，该系列图书在俄罗斯遭遇发行限制。目前，该小说仅通过外语译本在境外出版，其中德语译本已经以三部曲形式完整发行。

## 禁令
2022 年 11 月，在俄罗斯联邦通过反LGBT宣传法后，《红领巾之夏》和《燕子的沉默》从境内多家书店和电子书城陆续下架。有观察人士指出，“有关‘LGBT 宣传’的法律很大程度上源于‘夏天……’丑闻“。
Popcorn Books在本书上下册的封面上都引用了俄罗斯宪法第 29.5 条关于禁止审查制度的内容。 2023 年 1 月，与此相关，议员亚历山大·欣施泰因（Alexander Khinshtein）投诉该出版社“进行 LGBT 宣传”和“轻微流氓行为”，并因此对该出版社提起行政诉讼 。
2024年11月，白俄罗斯信息部将该书添加到包含信息消息和（或）材料的印刷出版物清单中，这些出版物的分发可能损害白俄罗斯共和国的国家利益  。
因乌克兰颁布的俄罗斯图书禁令，本系列图书无法在乌克兰发行。